# Ceriantheomorphe
Ceriantheomorphe is een geslacht van neteldieren uit de klasse van de Anthozoa (bloemdieren).

## Soorten
- Ceriantheomorphe ambonensis (Kwietniewski, 1898)
- Ceriantheomorphe brasiliensis Carlgren, 1931